# Куго-Єя
Куго-Єя, Кугоєя (рос. Куго-Ея, Кугоея) — річка в Російській Федерації, що протікає в Ростовській області (Єгорлицький й Зерноградський райони) та Краснодарському краї (Кущевський район). Найбільша притока Єї. Довжина — 108 км, площа водозабірного басейну — 1260 км². Річка сильно заболочена, влітку може пересихати.